# Chang Han-yuan
Chang Han-yuan (chinesisch 張韓遠; * 13. August 1998) ist ein taiwanischer Eishockeyspieler, der seit 2015 bei Universal Shark in der Chinese Taipei Hockey League spielt.

## Karriere
Chang Han-yuan begann seine Karriere beim Universal Shark, für den er 2014 in der Chinese Taipei Hockey League debütierte.

### International
Im Juniorenbereich spielte Chang bei der U18-Weltmeisterschaft der Division III 2015, als er die beste Plus/Minus-Bilanz des Turniers erreichte, der U20-Weltmeisterschaft der Division III 2017 und der Qualifikation zur U20-Weltmeisterschaft der Division III 2018 in für Taiwan.
Seinen ersten Einsatz für die taiwanesischen Herren hatte er bei der Weltmeisterschaft 2017 in der Division III. Auch bei den Weltmeisterschaften 2022 und 2023, als der erstmalige Aufstieg der Taiwaner in die Division II gelang, spielte er in der Division III. Anschließend spielte er 2024 und 2025. Zudem stand er im Aufgebot seines Landes bei der Olympiaqualifikation für die Winterspiele in Mailand 2026 und bei den Winter-Asienspielen 2025 im chinesischen Harbin.

## Erfolge und Auszeichnungen
- 2015 Beste Plus/Minus-Bilanz bei der U18-Weltmeisterschaft der Division III, Gruppe A
- 2023 Aufstieg in die Division II, Gruppe B, bei der Weltmeisterschaft der Division III, Gruppe A